# Киричкове
Киричкове́ — село в Україні, у Синельниківському районі Дніпропетровської області. Входить до складу Покровської селищної громади. Населення становить 106 осіб. Колишній орган місцевого самоврядування — Орлівська сільська рада.

## Географія
Село Киричкове знаходиться на відстані 1 км від сіл Маяк і Кривобокове. По селу протікає пересихаючий струмок з загатою.

## Історія
Засноване із хутора Киричкового в 20-х роках ХХ століття. Ім'я селянина було Кирик — Киричок.
12 червня 2020 року, відповідно до розпорядження Кабінету Міністрів України № 709-р від «Про визначення адміністративних центрів та затвердження територій територіальних громад Дніпропетровської області», увійшло до складу Покровської селищної громади.
19 липня 2020 року, в результаті адміністративно-територіальної реформи і ліквідації Покровського району, село увійшло до складу новоутвореного Синельниківського району.